# Онако
«ОНАКО», "Оренбурзька нафтова акціонерна компанія"  - нафтова компанія в Росії, входить в число п'ятнадцяти найбільших нафтодобувних компаній країни, щорічно добуває близько 8 млн т нафти. 
У 1999 за експертною оцінкою є 20-ю за величиною компанією РФ.
"Оренбурзька нафтова акціонерна компанія" ("ОНАКО") була утворена відповідно до Постанови Уряду РФ № 715 від 19 червня 1994 р. Компанія створена на базі регіональних підприємств паливно-енергетичного комплексу Оренбурзької області. З 2000 р. входить до складу ТНК (Тюменська нафтова компанія).
У процесі реструктуризації холдингові компанії ТНК,  "ОНАКО" і  "СИДАНКО" остаточно об'єднаються в  "ТНК-ВР холдинг". У березні-травні 2005 року викуплені акції у акціонерів "ТНК  ОНАКО" і  "СИДАНКО" в рамках приєднання до новоствореного холдингу. 
Зареєстрована в Тюмені в грудні 2004 року компанія ОАО «ТНК-ВР Холдинг» повинна стати основним центром прибутку сьогоднішньої ТНК-ВР. Створення і реєстрація «ТНК-ВР Холдингу»   це перший етап реструктуризації групи, що включає більш ніж з 600 юридичних осіб. Подальші два етапи мають передбачають консолідацію активів ключових «дочок» (ТНК, «Сиданко» і «ОНАКО»), а потім ще 14 міноритарних структур.